# 溫莎 (佛羅里達州印第安河縣)
溫莎（英語：Windsor）是位於美國佛羅里達州印第安河縣的一個人口普查指定地區。

## 地理
溫莎的座標為27°47′18″N 80°24′51″W / 27.78833°N 80.41417°W，而該地最高點為海拔高度2米（即7英尺）。

## 人口
根據2010年美國人口普查的數據，溫莎的面積為2.27平方千米，當中陸地面積為0.00平方千米，而水域面積為2.27平方千米。當地共有人口256人，而人口密度為每平方千米112人。